# 1370 Hella
1370 Hella eller 1935 QG är en asteroid i huvudbältet, som upptäcktes 31 augusti 1935 av den tyske astronomen Karl Wilhelm Reinmuth i Heidelberg. Den har fått sitt namn efter den tyska astronomen Helene Nowacki.
Den tillhör asteroidgruppen Flora.